# 조현준 (프로게이머)
조현준(1987년 7월 12일 ~ )은 대한민국의 전직 크레이지레이싱 카트라이더 프로게이머이다.

## 선수 시절
2005년, 코크플레이 카트라이더 1차리그에 출전하면서 프로 커리어를 시작했다.
2007년, 곰TV컵 카트라이더 6차리그를 끝으로 은퇴했다.

## 수상 내역
공식 대회 준우승 3회
- 2005 코크플레이 카트라이더 1차리그 준우승
- 2006 스프리스 카트라이더 3차리그 준우승
- 2006 넥슨 카트라이더 4차리그 준우승

## 같이 보기
- 카트라이더 리그